# Ураты (монголы)
Ура́ты (монг. Урад, Урадууд) — южно-монгольский этнос, проживающий на территории Внутренней Монголии. Также входят в состав некоторых других монгольских народов.

## Этноним
Этноним урад и урадууд с монгольского языка переводится как умельцы-мастера. Основой названия является ур (среднемонг. ur-a), с присоединением к нему аффикса -d образован термин urad.

## История
Происхождение названия урад связано с хозяйственной деятельностью определенной группы в XIII—XVIII вв. В указанный период существовала группа людей-ремесленников, которые специально занимались изготовлением необходимых монгольским ханам и нойонам предметов, строительством и ремонтом их ставок и дворцов, производством оружия. Их называли урад и урадууд, что означало урчууд (умельцы-мастера). Так, ураты принимали участие в строительстве монастыря, воздвигнутого в период правления Угэдэй-хана в Каракоруме. В середине XVIII в. среди 24 отоков, подвластных джунгарскому хану, был род урад. Представители рода отвечали за ремонт ханских дворцов и ставок, занимались кузнечным делом. Уратский оток среди ойратов включал в себя около 3000 семей, которыми ведал зайсан. В Восточной Монголии также были мастера, которые работали на правителей, изготовляя необходимые им предметы.
С распадом Монгольского государства Юань большинство из них вошли в состав хорчинов и управлялись представителями рода Хабуту Хасара. Во времена реставрации династии Северная Юань после восшествия на престол Даян-хана ураты вошли в состав чахарского тумэна. В состав чахарского тумэна входили авга, авганары, аоханы, дауры, дурбэн-хухэты (дурбэты), хэшигтэны, му-мянганы, найманы, оннигуты, хучиты, суниты, узумчины, а также ураты. Также ураты упоминаются в составе ордосских тумэнов.
В цинский период ураты, разделившись на три хошуна, жили в Уланцабском сейме Внутренней Монголии, включавшем в свой состав земли Баян-Нура, Хух-Хото и Баотоу. Хотя в массе своей урчууд (мастера-ремесленники) именовались уратами, но внутри разделялись в зависимости от специализации на алтчин (мастеров золотых дел), будагчин (маляров), модчин (плотников), буучин (оружейники), төмөрчин (кузнецов) и др. Это свидетельствует о том, что род урад возник среди тех, кто в период с начала XIII в. и вплоть до завоевания маньчжурами занимались ремесленными делами. Так как ремесленников собирали из разных родов и племен, то по происхождению они не могут принадлежать к какому-либо одному роду. Однако, находясь вместе под единым управлением в течение длительного исторического периода, занимаясь одинаковой трудовой деятельностью, они постепенно образовали этническую группу урад.

## Расселение

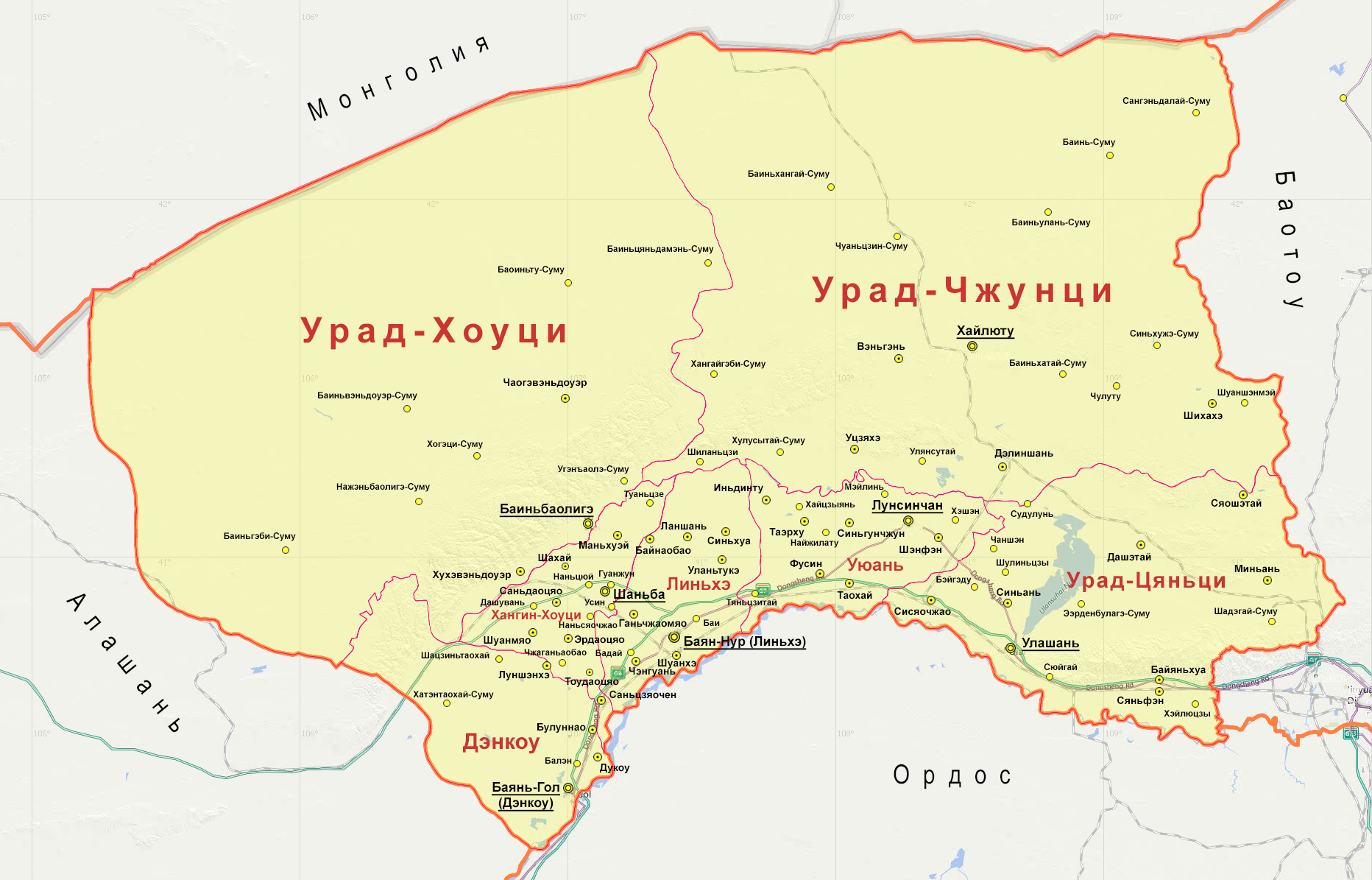
Городской округ Баян-Нур.

В настоящее время ураты проживают на территории хошунов: Урад-Цяньци, Урад-Чжунци, Урад-Хоуци городского округа Баян-Нур, а также на территории районов: Цзююань, Хундлун, Циншань городского округа Баотоу Внутренней Монголии. Упоминаются роды: урад, умдутэй урад, бага урад, цаган урад, чубатан урад, ехэ урад. Ураты также упоминаются в составе ордосцев, дауров. 
На территории Монголии ураты проживают в сомоне Алдархаан Завханского аймака; сомонах Улаан-Уул и Жаргалант Хубсгульского аймака. Ураты отмечены в составе халха-монголов, дархатов, хотогойтов и цаатанов (род урат, уруд). В Монголии среди родовых имён известны следующие фамилии: Урад, Ургат, Урхад, Урчууд, Уруд, Урууд, Ургуд. Часть носителей данных фамилий, возможно, являются представителями другого монгольского рода Урут.  
Кроме этого ураты входят в состав селенгинских бурят. В устных преданиях бурятского рода хордуд (хурдуд) в качестве предков упоминаются урат-монголы. Упоминаются ветви: хара хурдуд, саган хурдуд. Род хордуд (хурдуд) отмечен в составе следующих этнических групп бурят: булагатов, ашибагатов, нижнеудинских, аларских и идинских бурят.